# Iden (Altmark)
Iden település Németországban, azon belül Szász-Anhalt tartományban. Lakosainak száma 758 fő (2023. december 31.).

## Népesség
A település népességének változása:
| Lakosok száma | 820  | 812  | 761  | 754  | 758  |
|               | 2017 | 2019 | 2021 | 2022 | 2023 |